# Santa Maria de Montserrat dos Espanhóis (título cardinalício)
Santa Maria de Montserrat dos Espanhóis (em latim, S. Mariae Hispanorum in Monte Serrato) é um título cardinalício instituído em 21 de outubro de 2003, pelo Papa João Paulo II. Sua igreja titular é Santa Maria in Monserrato degli Spagnoli.

## Titulares protetores
- Carlos Amigo Vallejo, O.F.M. (2003-2022)
- José Cobo Cano (desde 2023)